# 菲利普·博伊
菲利普·博伊（1987年7月23日—），德國男子體操運動員。他是2007年和2010年世界錦標賽團體銅牌隊伍的成員。他也連續在2010年和2011年的世錦賽全能項目奪得銀牌。

## 外部連結
- 菲利普·博伊在国际体操联合会的相关介绍